# Pama (Burkina Faso)
Pama ist eine Kleinstadt (commune urbaine) und ein dasselbe Gebiet umfassendes Departement im Südosten des westafrikanischen Staates Burkina Faso in der Region Est gelegen und Hauptstadt der Provinz Kompienga. Der in vier Sektoren unterteilte Hauptort und die dazugehörigen 14 Dörfer (Bombontangou, Folpodi, Kabonga I, Kabonga II, Kalmama-Signoghin, Koalou, Kompiembiga, Kpadiari, Nadiagou, Niorgou I, Niorgou II, Oumpougdéni, Tibadi und Tindangou) haben zusammen 36.503 Einwohner. Pama liegt an der Straße zwischen Fada N’Gourma und der Grenze zu Benin, die gleichzeitig eine Transhumanzpiste für Rinder aus dem Norden Burkinas in Richtung der Küstenländer darstellt. Östlich liegt das Naturschutzgebiet Réserve partielle de Pama, westlich der Kompienga-Stausee.
Pama verfügt über einen Flugplatz mit der internationalen Kennung XPA.
Nach der Sage kam Diaba Lompo, erster König der Gourmantché, hier aus den Wolken geritten und machte Pama zur ersten Hauptstadt des Reiches Gulmu.

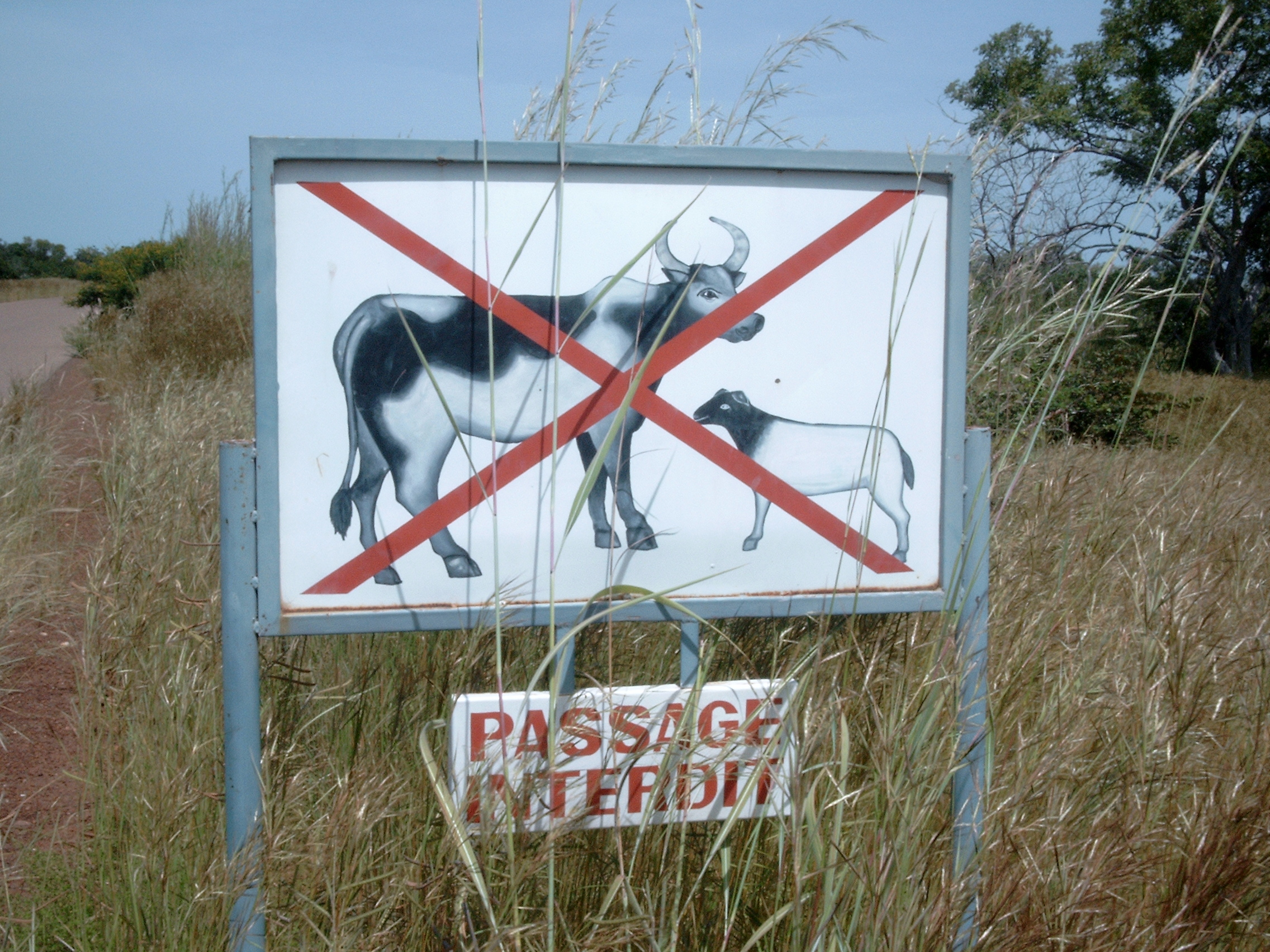
Kein Durchgang für Nutztiere ins Réserve de Pama
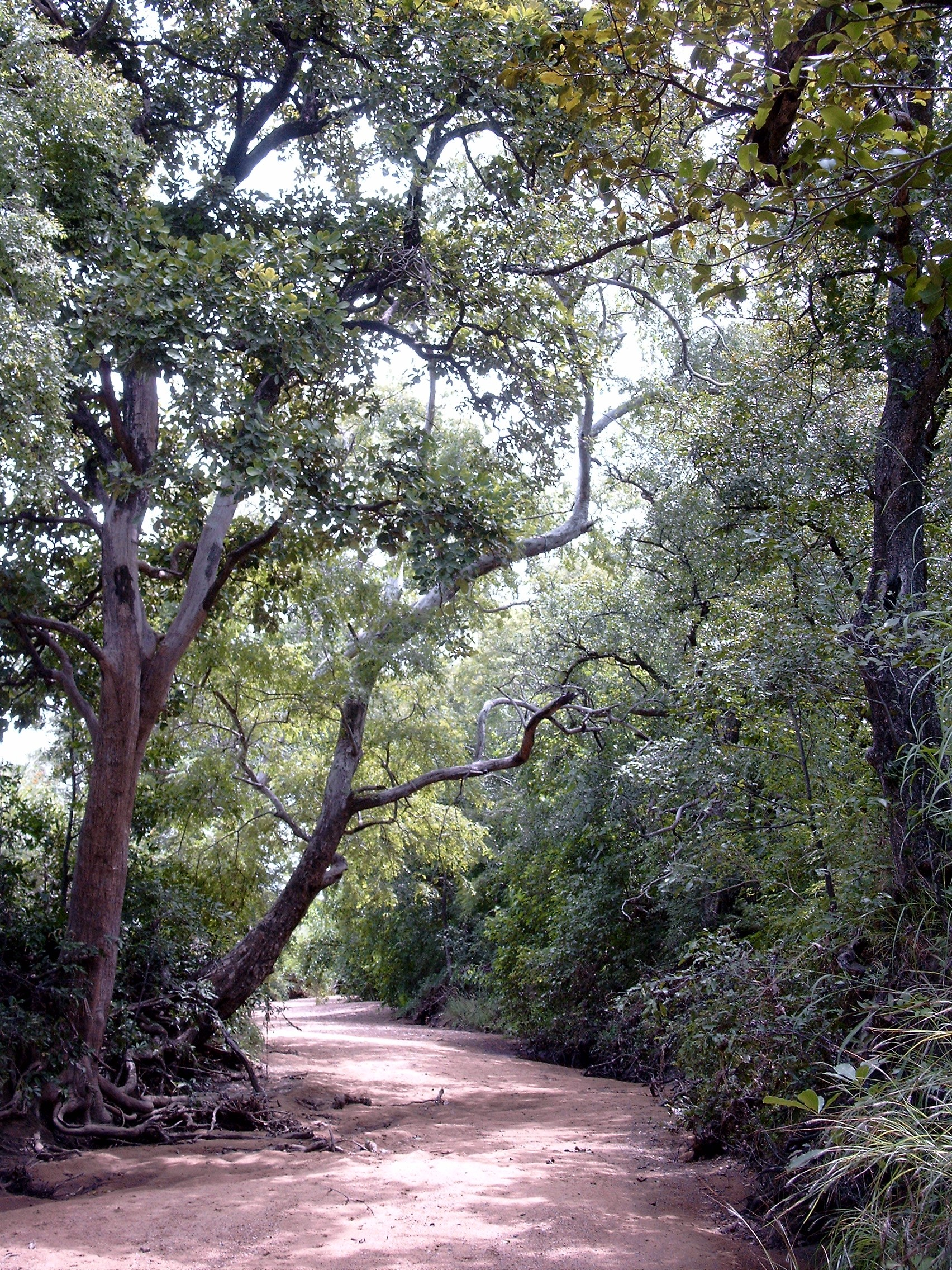
Temporärer Flusslauf im Réserve de Pama